# Aeschynomene elaphroxylon
Espèce
Aeschynomene elaphroxylon, également connu sous les noms anglais de Ambatch, Pith tree et Balsa wood tree, est une espèce de plantes à fleurs de la famille des Fabacées. C'est un grand arbuste ou un petit arbre trouvé en Afrique.

## Répartition et habitat
A. elaphroxylon est originaire de l'Afrique tropicale. Généralement, cet arbuste pousse dans l'eau ou dans des sols situés près de l'eau (rivières, lacs et les zones humides) dans des pays comme le Ghana et le Nigeria, mais est répandu dans toute l'Afrique tropicale jusque vers l'Éthiopie, le Soudan du Sud et le Zimbabwe.

## Description
A. elaphroxylon peut atteindre jusqu'à neuf mètres de hauteur avec des tiges épineuses. Une paire d'épines est située à la base des feuilles. Ses graines se caractérisent par la conservation de leur viabilité après avoir été enterrées durant plusieurs années dans des sols humides. Les graines sont contenues dans les gousses disposés en spirales aplaties. L'arbre a des nodules fixateurs d'azote sur ses tiges.

## Taxinomie
A. elaphroxylon a été décrit et publié dans Die natürlichen Pflanzenfamilien en 1894. 
Synonymes : 
- Aedemone excelsa
- Aedemone humilis
- Aedemone mirabilis
- Aeschynomene tchadica
- Herminiera elaphroxylon (basionyme)
- Smithia elaphroxylon
- Smithia grandidieri